# Neasura hypophaeola
Neasura hypophaeola är en fjärilsart som beskrevs av George Francis Hampson 1900. Neasura hypophaeola ingår i släktet Neasura och familjen björnspinnare. Inga underarter finns listade i Catalogue of Life.